# Colonie britannique de Chypre
1878–1960
Entités précédentes :
- Chypre ottomane (Vilayet de l'Archipel)

Entités suivantes :
- Chypre
- Akrotiri et Dhekelia

L'île de Chypre est intégrée à l'empire colonial britannique entre 1878 et 1960, d'abord en tant que protectorat (1878-1914), puis avec le statut de colonie de la Couronne (1914-1960).
À la suite de la guerre russo-turque de 1877-1878, l'Empire ottoman autorise le Royaume-Uni à occuper et administrer sa province chypriote en échange d'un tribut annuel. Nominalement ottomane, l'île passe en réalité sous administration britannique, ce qui n'est pas pour déplaire aux habitants chrétiens, lassés de trois siècles de domination turque et satisfaits de voir disparaître le haraç (double-capitation sur les non-musulmans). D'abord bien acceptée, la présence britannique est de moins en moins bien perçue après la Première Guerre mondiale : le traité de Lausanne de 1923 fait en effet de l'île une colonie britannique, alors que la majorité chrétienne de la population espérait un rattachement à la Grèce, l'énosis (ἔνωσις).
Dans l'entre-deux-guerres, la communauté chypriote grecque revendique de plus en plus vivement l'énosis et des troubles, connus sous le nom d'« Oktovriana », éclatent dans l'île en 1931. Désireuse de conserver sa colonie, Londres réprime la révolte dans le sang et impose à l'île une terrible dictature, connue sous le nom de « Palmerokratia » (en référence au gouverneur Richmond Palmer). La colonisation britannique s'adoucit durant la Seconde Guerre mondiale lorsque l'île sert de base aux forces alliées, même si le Colonial office interdit au roi Georges II de Grèce d'établir son gouvernement en exil à Nicosie.
Après la guerre, les revendications des Chypriotes grecs prennent une nouvelle ampleur. L'Église orthodoxe est alors à la tête des partisans de l'énosis et organise, en 1950, un référendum auquel participe une majorité de la communauté de langue hellène, mais pas les Chypriotes turcs qui, à défaut d'une union avec la Turquie (ils sont alors 18 % de la population) préfèrent le statu quo. Londres continue à rejeter les demandes de la population majoritaire et une guerre d'indépendance finit par éclater dans l'île en 1955. Peu à peu, des violences inter-ethniques gréco-turques s'ajoutent à la lutte armée menée par l'Ethniki Organosis Kyprion Agoniston de Georges Grivas contre les autorités anglaises.
Finalement, des accords impliquant les nationalistes chypriotes, la Grande-Bretagne mais aussi le royaume de Grèce et la Turquie sont signés à Zurich et à Londres en 1959. Un an après, Chypre devient une république indépendante, avec à sa tête l'archevêque orthodoxe de Nicosie Makarios III assisté d'un vice-président turc, Fazıl Küçük. Sièges parlementaires, ministères et administrations sont répartis entre les deux communautés en proportion de leur poids démographique.

## Histoire de la colonisation

### La période du protectorat (1878-1914)

#### Chypre: un cadeau pour le médiateur britannique
Le 24 avril 1877, la Russie déclare la guerre à l'Empire ottoman pour venir en aide aux populations bulgares insurgées. Rapidement, la Serbie, le Monténégro et la Roumanie se joignent aux armées conduites par le grand-duc Nicolas Nikolaïevitch. Afin de mettre un terme au conflit, un congrès international est convoqué à Berlin par les grandes puissances européennes au mois de juin 1878. Sous l’égide du chancelier Otto von Bismarck, les diplomates discutent du sort de l’empire turc et la Russie se retrouve bientôt isolée.
La signature du traité de Berlin ampute l'Empire ottoman de nombreux territoires, mais limite cependant les conséquences de la défaite turque. La Bulgarie est en effet divisée en deux provinces et seule la première reçoit une réelle autonomie. La Roumanie, la Serbie et le Monténégro voient leur indépendance une nouvelle fois reconnue mais leurs gains territoriaux sont quelque peu amoindris. Enfin, des réformes doivent être organisées sous la surveillance des grandes puissances (et plus seulement de la Russie) dans les autres provinces balkaniques de l’Empire ottoman.
Afin de les remercier pour leur médiation bienveillante, l’Autriche-Hongrie reçoit, de l'Empire ottoman, le droit d'occuper la Bosnie-Herzégovine et le Royaume-Uni celui d'administrer Chypre en échange d'un tribut annuel. À cette époque, la Grèce s'intéresse encore peu à Chypre, qu'elle considère malgré tout comme un territoire hellène. Satisfaite de la présence britannique dans l'île, Athènes espère que la province connaisse un sort similaire à celui des îles Ioniennes, occupées par Londres jusqu'en 1864,.

#### L'administration britannique
La présence militaire britannique reste limitée : un seul régiment à la fin de 1878, une compagnie d'une centaine d'hommes entre 1895 et 1914. Le maintien de l'ordre est surtout assuré par une force de gendarmerie, la Cyprus Police (police de Chypre), forte de 700 hommes. Formée à partir de l'ancienne gendarmerie ottomane, elle est recrutée essentiellement dans la communauté musulmane locale avec quelques officiers britanniques : disciplinée et efficace, elle met fin autour de 1880 au brigandage qui sévissait notamment dans la région de Paphos. Elle est cependant contestée par les nationalistes grecs qui, à partir de 1890, font campagne pour le rattachement de Chypre au royaume de Grèce. La communauté musulmane considère la Cyprus Police comme sa meilleure protection face à une administration civile où les Chypriotes grecs sont de plus en plus majoritaires. La guerre italo-turque de 1911-1912 donne lieu à des émeutes anti-musulmanes, malgré les efforts d'apaisement des notables chrétiens, et la Cyprus Police doit intervenir pour protéger les musulmans : les affrontements font 2 morts et une centaine de blessés parmi les manifestants grecs orthodoxes, 15 blessés parmi les policiers.
En 1911, le Conseil Législatif de l'île compte 9 élus grecs orthodoxes, 3 élus musulmans et 6 membres nommés par les autorités britanniques, les débats étant largement dominés par l'opposition entre communautés.

### La Première Guerre mondiale et l'annexion britannique (1914-1923)

#### L'annexion formelle
Le 5 novembre 1914, à la suite des déclarations de guerre successives entre la Triple-Alliance et la Triple-Entente, le Royaume-Uni rompt ses liens avec l'Empire ottoman et annexe totalement l'île de Chypre.

#### Chypre dans la Première Guerre mondiale
Durant la Première Guerre mondiale, Chypre, alors sous domination britannique depuis 1878, joue un rôle relativement mineur dans le conflit global. Sa position géographique stratégique dans la Méditerranée orientale lui confère une certaine importance pour les Britanniques, notamment en tant que poste d'observation et base navale. Chypre sert également de lieu de repos et de réadaptation pour les troupes britanniques. Néanmoins, l'île n'est le théâtre d'aucun combat majeur. L'impact culturel et social de la guerre sur la population locale est limité, bien que la présence militaire britannique influence l'économie et la société chypriotes.

#### Le traité de Lausanne et ses conséquences
L'annexion britannique est officialisée par le traité de Lausanne, signé en 1923 entre les Alliés et la Turquie. Chypre devient alors une colonie de la Couronne, au grand mécontentement des insulaires, qui espéraient voir l'île rattachée à la Grèce (énosis). Le nouveau gouvernement de Ronald Storrs dote donc l'île d'une « constitution » qui vise à apaiser le sentiment nationaliste.
Au milieu des années 1920, la plupart des policiers musulmans de la Cyprus Police quittent le service et prennent la nationalité turque : la force de sécurité locale, qui a intégré le corps des Cyprus Pioneers, est désormais à majorité chrétienne.

### La montée du nationalisme grec et la répression britannique (1923-1940)

#### L'«Oktovriana»

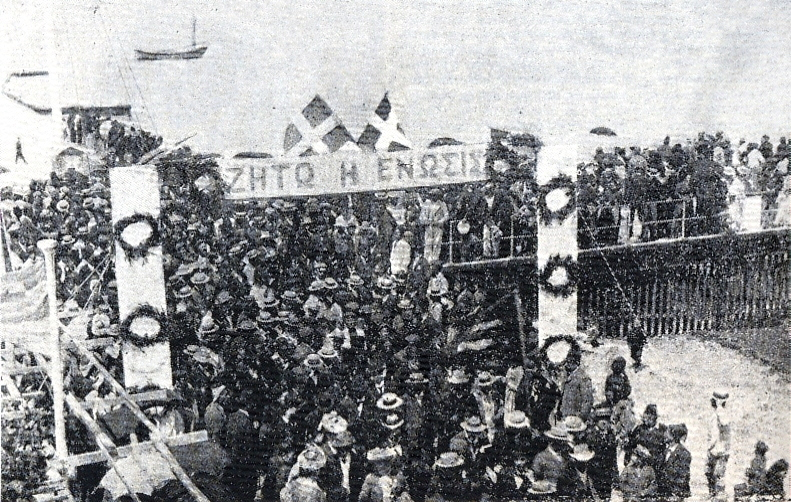
Manifestation en faveur de l'énosis au début des années 1930.

Le 21 octobre 1931, éclate la première révolte des Chypriotes grecs contre l'occupation britannique. Elle est aujourd'hui connue sous le nom d'Oktovriana (Οκτωβριανά).

#### La «Palmerokratia»
Le soulèvement chypriote est rapidement maté par les forces britanniques, qui imposent à l'île et à sa population une dictature très dure, appelée « Palmerokratia ». Pendant cette période, qui dure presque dix années, les droits des Chypriotes sont réduits, les associations et regroupements interdits et les manifestants pour l'émancipation de l'île et son rapprochement avec la Grèce, réprimés. L'Oktovriana est utilisée comme prétexte par l'administration britannique pour abolir le Conseil législatif et réduire le pouvoir des Chypriotes dans l'administration coloniale.
En fait, les Britanniques règnent sur l'île par la force, profitent de ses richesses et de sa position stratégique en Méditerranée orientale mais ne mènent aucune politique destinée à développer l'île sur les plans économiques et sociaux.

### La Seconde Guerre mondiale (1939-1945)
Chypre reste britannique tous au long de la Seconde Guerre mondiale, aucun affrontement n'eut lieu entre les forces de l’Axe et les Alliés sur ce territoire sous administration britannique.

### La montée en puissance de l'Église orthodoxe (1945-1955)
Entre 1945 et 1955, l'Église orthodoxe joue un rôle important dans la consolidation de l'identité nationale chypriote, notamment dans le contexte de la lutte pour l'indépendance contre la domination britannique. Sous la direction de leaders ecclésiastiques influents, l'Église a été un pilier du mouvement en faveur de l'Énosis, l'unification avec la Grèce, reflétant ainsi l'aspiration à l'autodétermination du peuple chypriote grec. Durant cette période, l'Église orthodoxe renforce également son influence sociale et culturelle, tout en étant un acteur majeur dans l'éducation et la vie communautaire à Chypre.

#### Le référendum de 1950
Un premier référendum sur le rattachement de l'île à la Grèce a lieu le 15 janvier 1950. Organisé par l'Église orthodoxe, sous l'égide de l'archevêque Makarios II, il n'a cependant aucune valeur officielle et ne concerne que la communauté chypriote grecque. Lors de ce référendum, 95,7 % des Chypriotes grecs se prononcent en faveur du rattachement à la Grèce : l'Union ou « Énosis » (en grec : ἔνωσις),, démontrant ainsi leur rejet de l'administration coloniale britannique.
Le gouvernement britannique considère ce référendum comme un stratagème dans la rivalité entre le parti AKEL, d'orientation communiste, et l'Église orthodoxe. Il ne lui accorde aucune considération. Pire, l'anticommunisme occidental de l'après-guerre permet à Sir Andrew Wright, devenu gouverneur de l'île en 1949, de défendre sa politique répressive envers les partisans de l'Énosis (au premier rang desquels est l'AKEL) auprès du Colonial office.

### La Guerre d'indépendance (1955-1959)

#### Le soulèvement chypriote grec
En 1955, les Chypriotes grecs reprennent les armes contre le pouvoir britannique en formant l'Ethniki Organosis Kyprion Agoniston (EOKA), dirigée par le général grec Georges Grivas. De son côté, le Royaume-Uni commence à recruter des milices chypriotes turques pour renforcer ses troupes coloniales. Cette politique de division de la population conduit bientôt à des violences inter-communautaires.
Désireux de résoudre la crise en profitant du caractère multiethnique de la population chypriote, le gouvernement britannique invite la Grèce et la Turquie à participer à une conférence à Londres le 29 août 1955. Cependant, les pourparlers n'aboutissent qu'au durcissement des positions de chacun des interlocuteurs et aucune solution n'est trouvée. Consternée par les prétentions de l'État grec sur l'île et manipulée par son propre gouvernement, une partie de la population turque organise alors le pogrom d'Istanbul, qui détériore pour longtemps les relations gréco-turques.

#### L'arrestation de Makarios III
En réponse aux actions de la guérilla chypriote, le gouvernement britannique finit par arrêter et déporter Makarios III aux Seychelles le 29 mars 1956. En Grèce, cet événement a un écho très fort et des manifestations anti-anglaises se produisent dans différentes villes du pays, ce qui conduit au renvoi de l'ambassadeur de Grèce à Londres. Consterné par la situation, le gouvernement grec fait placer la question chypriote à l'agenda de l'ONU.
En octobre-novembre 1956, Chypre sert de base à l'expédition franco-britannique sur le canal de Suez : l'échec politique de cette opération contribue à l'affaiblissement diplomatique du Royaume-Uni.
Sous la pression du président américain Eisenhower, alerté par la diplomatie grecque, Londres finit par libérer Makarios III le 28 mars 1957. Dans le même temps, le terrorisme s'accentue à Chypre. Tandis que la diplomatie turque réclame de plus en plus ouvertement la Taksim, autrement dit la partition de l'île entre Chypriotes grecs et turcs, la guérilla hellénophone s'en prend de plus en plus violemment à la minorité turcophone. La diplomatie britannique profite alors de ces violences inter-ethniques pour proposer un nouveau plan de résolution du conflit, consistant en la mise en place d'une sorte de triple condominium anglo-gréco-turc sur l'île. Mais, une fois encore, le plan est rejeté par Makarios III car il ne prend pas en compte les réclamations de la population.

### Négociations et indépendance (1959-1960)
Les accords de Zurich et de Londres de 1959 mettent fin à la lutte anti-coloniale et le traité de garantie qui l'accompagne officialise l’abandon de toute prétention territoriale britannique sur l'île. Le Royaume-Uni, la Turquie et la Grèce deviennent garants de l'équilibre constitutionnel de la république de Chypre. Le traité accorde, en particulier, un droit d'intervention militaire, sous certaines conditions, pour rétablir l'ordre constitutionnel si celui-ci venait à être modifié.
Chypre devient une République indépendante en 1960 et adopte sa propre constitution. Elle intègre par ailleurs l'ONU et le Commonwealth.

### Héritage: le maintien d'une présence militaire britannique
Les bases militaires souveraines d'Akrotiri et Dhekelia à Chypre sont les dernières de leur genre pour le Royaume-Uni, avec des forces britanniques présentes depuis l'indépendance de Chypre. Ces bases, importantes stratégiquement, abritent la seule base de la Royal Air Force en Méditerranée et contribuent aux forces de l'ONU à Chypre, avec environ 3 500 fonctionnaires britanniques résidents. Malgré des accords pour limiter leur usage à des fins militaires et respecter les lois chypriotes, des tensions subsistent, notamment sur le paiement des indemnités pour l'occupation des bases et le statut juridique de ces zones au sein de l'UE.

## Liste des représentants de la Grande-Bretagne

### Liste des hauts-commissaires de Chypre
- 1878-1878 : John Hay
- 1878-1879 : Garnet Joseph Wolseley
- 1879-1886 : Robert Biddulph
- 1886-1892 : Henry Ernest Gascoyne Bulwer (en)
- 1892-1898 : Walter Joseph Sendall (en)
- 1898-1904 : William Frederick Haynes-Smith (en)
- 1904-1911 : Charles Anthony King-Harman (en)
- 1911-1915 : Hamilton Goold-Adams (en)
- 1915-1918 : John Eugene Clauson
- 1918-1925 : Malcolm Stevenson (en)

### Liste des gouverneurs de Chypre
- 1925-1926 : Malcolm Stevenson (en)
- 1926-1932 : Ronald Storrs
- 1932-1933 : Reginald Edward Stubbs
- 1933-1939 : Herbert Richmond Palmer (en)
- 1939-1941 : William Denis Battershill
- 1941-1946 : Charles Campbell Woolley
- 1946-1949 : Reginald Fletcher
- 1949-1954 : Andrew Barkworth Wright
- 1954-1955 : Robert Perceval Armitage (en)
- 1955-1957 : John Harding
- 1957-1960 : Hugh Foot